# Mogi Mobo
Mogi Mobo är ett soloalbum av Lorne de Wolfe, utgivet 1987. Singeln "Mogi Mobo" nådde Svensktoppens tionde plats 1987.

## Låtlista
1. Mogi Mobo (Modern Girl & Modern Boy) – 4:31
2. Fri, fri (släpp din ande fri) – 3:20
3. Vingar på din fot – 4:37
4. Teori & praktik (bättre live) – 3:53
5. Med munnen full av jord – 4:26
6. Mina universitet – 5:26
7. Vi ska tacka dom modiga – 4:27
8. Guld – 4:55
9. Re-United – 3:05
10. Blå timmen – 2:57